# 1936 en aéronautique
Chronologie de l'aéronautique
- 1932
- 1933
- 1934
- 1935
- 1936
- 1937
- 1938
- 1939
- 1940

Cet article présente les faits marquants de l'année 1936 en aéronautique.

## Événements

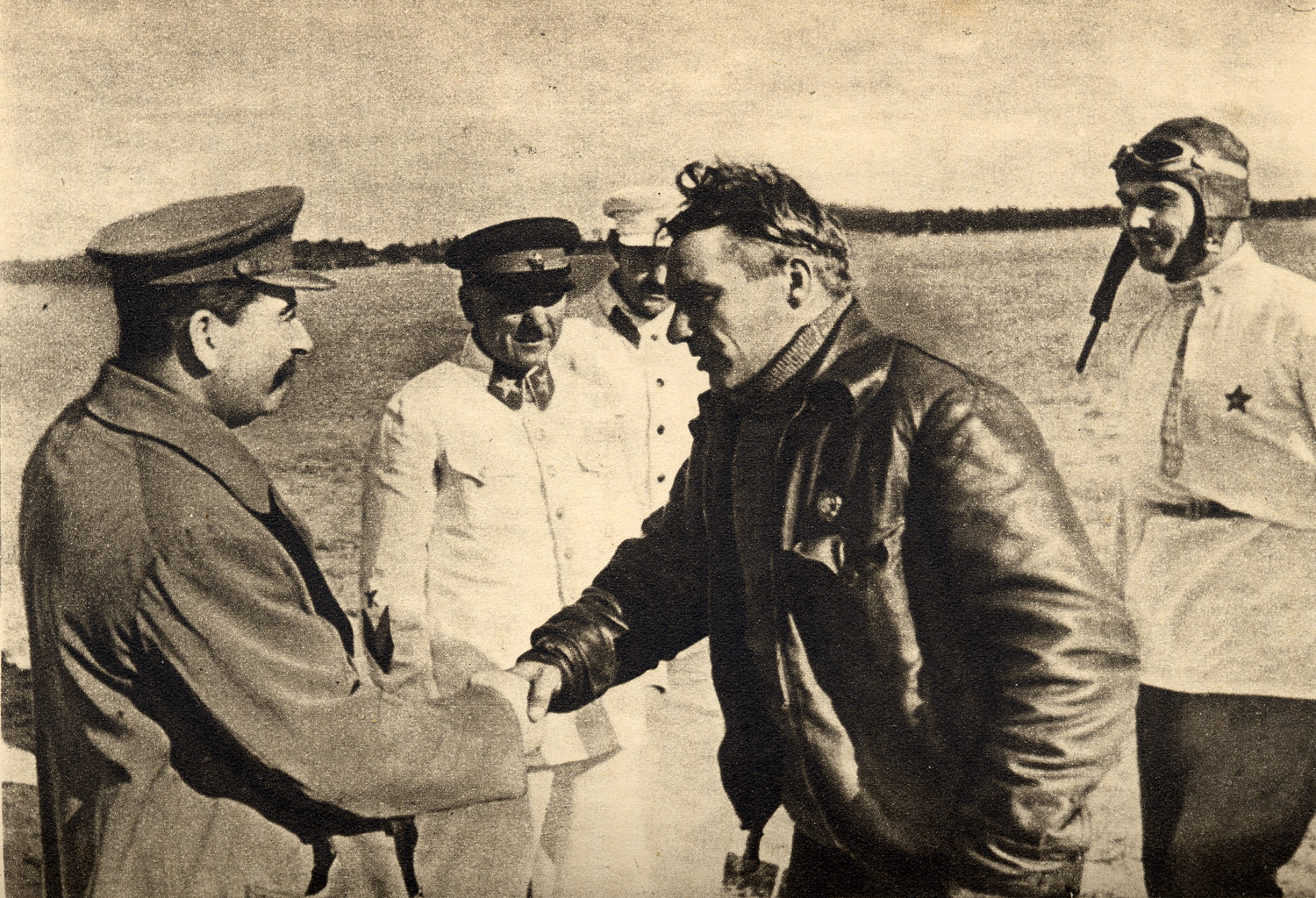
10 août : Valéry Tchkalov rencontre Joseph Staline

### Janvier
- 4 janvier : premier vol du bombardier en piqué embarqué Vought SB2U Vindicator.
- 9 janvier : fabrication en série du bombardier Heinkel He 111 en Allemagne.
- 14 janvier : Howard Hughes relie Los Angeles et New York en 9 heures et 26 minutes.

### Février
- 10 février : le Latécoère 301 Ville de Buenos Aires disparaît dans l'Atlantique sud avec les pilotes Jean Ponce et André Parayre, le navigateur Frédéric Maret, le radiotélégraphiste Jean Lothelier, le mécanicien Alexandre Collenot et le directeur du réseau d'Amérique du Sud pour Air France Émile Barrière, lors d'une traversée de Natal à Dakar.
- 27 février : le pilote anglais D. Llewelyn arrive à Johannesbourg au terme d'un vol de quinze mille kilomètres (en quarante étapes) depuis Londres, en vingt jours, à bord d'un Aeronca C, avion léger de seulement 40 chevaux[1].

### Mars
- 4 mars : première sortie du dirigeable allemand LZ 129 Hindenburg.
- 5 mars : premier vol du prototype du Supermarine Spitfire.
- 10 mars : premier vol du chasseur-bombardier britannique Fairey Battle.
- 17 mars : premier vol du bombardier Armstrong Whitworth Whitley.

### Avril
- 4 avril : le dirigeable Hindenburg arrive à Santa Cruz (Rio de Janeiro) au terme de son premier voyage transatlantique. La fin de son voyage de retour est compliquée par la panne de deux de ses quatre moteurs, qui l'amène à demander l'autorisation de survoler la France, ce qui lui permet d'arriver tout de même à Friedrichshafen, le 10 avril[2].
- 5 avril : bombardements aériens italiens sur Addis-Abeba.
- 10 avril : les aviateurs français Christian Moench et Jean Catinot relient Nancy à Casablanca[3], soit 2 400 km, en 13 heures de vol[4].
- 25 avril : premier vol du chasseur Potez 630.
- 26 avril : le pilote français Drouillet met son Beechcraft au service du Négus contre les Italiens.

### Mai
- Premier vol du prototype du Fairey Seafox.
- 6 mai : ligne Francfort-New York du dirigeable Hindenburg LZ 129.
- 10 mai : premier vol de l'avion de liaison allemand Fieseler Fi 156 Storch[5].
- 12 mai : premier vol du prototype du chasseur lourd allemand Messerschmitt Bf 110 baptisé Zerstörer.
- 15 mai : Amy Johnson achève un long raid aérien aller-retour, qui l'a conduite de Grande-Bretagne au Cap, en Afrique du Sud, réalisé avec un Percival « Gull Six », portant l'immatriculation G-ADZO, motorisé avec un « Gipsy Six » de 200 chevaux de puissance[6].
- 16 mai : La toute première hôtesse de l'air britannique Daphne Kearley assure son premier vol, travaillant à bord d'un Avro 642/2m G-ACVF de la compagnie Air Dispatch, évoluant entre l’aérodrome de Croydon et l’aérodrome du Bourget[7].
- 19 mai : premier vol du prototype Consolidated XPBY-1 Catalina.
- 22 mai : création de la compagnie aérienne irlandaise Aer Lingus à partir de l'Irish Sea Airways.

### Juin
- 6 juin : ouverture d'un second aéroport à Londres, l'aéroport de Gatwick.
- 10 juin : le pilote français Thoret coupe volontairement son moteur au-dessus des Alpilles, et tient l'air pendant 9 heures.
- 15 juin : premier vol du bombardier britannique Vickers Wellington.
- 25 juin :
  - la compagnie American Airlines met en ligne pour la première fois un Douglas DST, évolution du bimoteur Douglas DC-2 dont la cabine est équipée de couchettes pour les liaisons transcontinentales de nuit. La version de transport de jour s'appelle Douglas DC-3;
  - premier vol du bombardier léger britannique Bristol Blenheim.
- 26 juin : premier vol de l'hélicoptère expérimental Focke-Wulf Fw 61.

### Juillet
- 3 juillet : premier vol de l'hydravion britannique Short S.23 Empire.
- 17 juillet : le prototype de chasseur monoplace Bloch MB.150-01 refuse de décoller. Modifié, il prendra l'air le 4 mai 1937.
- 20 juillet : 100e traversée de l'Atlantique Sud.
- 20 - 22 juillet : Valéry Tchkalov effectue avec Georgi Filipovitch Baïdoukov et Alexandre Vassilievitch Beliakov un vol sans escale Moscou-Petropavlosk (presqu'île de Kamtchatka) à bord d'un ANT-25, soit  de 9 374 km en 56 h 20 min.
- 29 juillet au 5 août : premier « pont aérien » de l'histoire. Les Junkers 52 fournis par l'Allemagne permettent au général Franco de transporter 1 500 soldats du Maroc à Séville.
- 31 juillet : le pilote français André Japy relie Paris et Alger en 5 heures et 3 minutes sur un Caudron Simoun. Le retour est effectué en 5 heures et 48 minutes après une escale de 58 minutes à Alger.

### Août
- 1 août : le pionnier de l'air français Louis Blériot décède à Paris, à son domicile, victime d'une crise cardiaque à l'âge de 64 ans[8].
- 2 août : Le pilote Savarit, le chef-pilote Gaston Génin et le radiotélégraphiste Albert Aubert responsable du service postal jusqu'en Amérique du Sud meurent dans le crash de leur trimoteur, après avoir percuté un pic de la Montagne Noire[9].
- 6 août : Le pilote français André Japy relie Paris et Moscou en 16 heures et 5 minutes avec escales.
- 8 août : le pilote français André Japy relie Moscou et Paris en 9 heures et 50 minutes sans escale.
- 11 août : nationalisation d'une partie de l'industrie aéronautique française.
- 18 août : le Farman Ville de Montevideo améliore le record de traversée de l'Atlantique Sud entre Natal et Dakar : 14 heures et 40 minutes.
- 25 août : le Plan I de modernisation de l'Armée de l'Air française est approuvé.
- 27 août : premier vol du Potez 544.

### Septembre
- 22 septembre : le premier prototype du chasseur Loire-Nieuport LN 161 s'écrase, tuant le pilote (Capitaine Coffinet).
- 25 septembre : le premier trimoteur Junkers Ju 52 abattu en Espagne est victime d'un chasseur Loire 46.
- 28 septembre : record d'altitude pour le pilote britannique Swain sur un Bristol 138 : 15 223 m.
- 29 septembre - 1er octobre : course aérienne britannique entre Londres et Johannesburg. Neuf équipages au départ, un seul à l'arrivée.
- 30 septembre : premier tour du monde aérien pour un passager. Le journaliste américain H.R. Ekins rejoint l'Europe en dirigeable puis poursuit son périple en avion sur des vols KLM, KNILM, Pan American, United Airlines et TWA.

### Octobre
- 13 octobre : arrivée en Espagne des premiers chasseur soviétique Polikarpov I-15 destiné aux forces républicaines.
- 15 octobre : premier vol du chasseur japonais Nakajima Ki-27.
- 21 octobre : la Pan American inaugure sa ligne régulière entre San Francisco et Manille (Philippines).

### Novembre
- Création de la légion Condor.
- 15 novembre : le pilote français André Japy relie la France et le Japon en 75 heures et 15 minutes sur un parcours de plus de 14 000 km.
- 29 novembre au 3 décembre : un équipage franco-anglais relie Londres et Le Cap en 5 jours.

### Décembre
- 7 décembre : disparition de Mermoz, Pichodou, Lavidalie, Ézan et Cruveilher dans l'Atlantique Sud à bord de l'hydravion Latécoère 300 Croix-du-Sud. C'était la 24e traversée de l'Atlantique de Jean Mermoz.
- 21 décembre : premier vol de l'avion allemand Junkers Ju 88.
- 27 décembre : premier vol du prototype de bombardier soviétique ANT-42 / TB-7 plus tard redesigné Petliakov Pe-8.
- 30 décembre : Maryse Bastié établit le nouveau record du monde féminin de vitesse pour la traversée de l’Océan Atlantique Sud, avec un Caudron-Renault-Simoun à moteur de 220 chevaux de puissance, soit douze heures et cinq minutes[10].